# Edmund Berkeley
Edmund Callis Berkeley, Pseudonym Neil D. MacDonald (* 22. Februar 1909; † 7. März 1988), war ein US-amerikanischer Informatiker, der im Jahr 1947 die Association for Computing Machinery (ACM) mitgegründet hat. Er engagierte sich politisch dafür, Atomkriege zu verhindern.

## Leben
Berkeley schloss sein Studium an der Harvard-Universität im Jahr 1930 mit einem Bachelor of Arts in Mathematik und Logik ab. Von 1934 bis 1948 arbeitete er als Versicherungsmathematiker bei der Prudential-Versicherung, unterbrochen vom Dienst in der United States Navy während des Zweiten Weltkriegs.
Berkeley sah im Jahr 1939 den Rechner von George Stibitz bei den Bell Laboratories und im Jahr 1942 den Harvard Mark I. Daraufhin entwarf er im November 1946 eine Spezifikation für einen "Sequence Controlled Calculator for the Prudential", der dazu führte, dass im Jahr 1947 mit der Eckert-Mauchly Computer Corporation ein Vertrag über die Lieferung eines der ersten UNIVAC-Computer geschlossen wurde. Im Jahr 1948 verließ Berkeley die Prudential und wurde unabhängiger IT-Berater, weil die Firma ihm verbot, sich an Projekten zur Vermeidung eines Atomkriegs zu beteiligen.  Gelegentlich schrieb er unter dem Pseudonym "Neil D. MacDonald".
Berühmt wurde er 1949 durch die Veröffentlichung seines Buchs Giant Brains, or Machines That Think ("Riesengehirne oder denkende Maschinen"), in dem er die Grundlagen der Computer beschrieb, die bei ihm unter  „mechanische Gehirne“, „sequenzgesteuerte Rechenmaschinen“ und einigen anderen Bezeichnungen vorkamen. Dazu gab er eine technische, aber leicht verständliche Beschreibung der bekanntesten Computer seiner Zeit, darunter Maschinen vom MIT, von Harvard, der Moore School, den Bell Laboratories und anderen.
In diesem Buch skizzierte Berkeley auch den ersten Heimcomputer, Simon. Baupläne hierzu wurden in den Jahren 1950 und 1951 in der Zeitschrift Radio Electronics veröffentlicht. Simon arbeitete mit Relais und ließ sich für ungefähr 600 Dollar bauen. Das erste funktionierende Exemplar wurde an der Columbia University mit der Hilfe zweier Doktoranden gebaut.
Berkeley war Gründer, Verleger und Herausgeber der Zeitschrift Computers and Automation, die als die erste Computerzeitschrift gilt.  Er entwarf auch die Spielcomputer Geniac und Brainiac (Computer).
Im Jahr 1958 trat Berkeley dem Committee for a SANE Nuclear Policy (SANE) bei.

## Computerkunst
Auf der Titelseite der Zeitschrift Computer und Automation, Januar 1963 veröffentlicht Edmund Berkeley ein Bild von Efraim Arazi aus dem Jahr 1962 und bezeichnete es als Computer Art. Berkeley hatte damit den Begriff Computer Art geprägt. Dieses Bild inspirierte ihn 1963 den ersten Computer Art Contest auszuschreiben. Der jährliche Wettbewerb von 1963 bis 1973 war ein wichtiges Ereignis in der Entwicklung der Computer Art/Computerkunst. Auf diese Weise wurde Edmund Berkeley zu einem Pionier auf dem Gebiet der Computerkunst.

## Schriften
- Giant Brains, or Machines That Think (1949), Wiley & Sons
- Computers: Their Operation and Applications (1956), New York: Reinhold Publishing
- Symbolic Logic and Intelligent Machines (1959), New York: Reinhold Publishing
- Probability and Statistics: An Introduction through Experiments (1961), Science Materials Center
- The Computer Revolution (1962), Doubleday
- Die Computer-Revolution, Europäische Verlagsanstalt, 1966
- The Programming Language LISP: Its Operation and Applications (1964)
- A Guide to Mathematics for the Intelligent Nonmathematician (1966), Simon and Schuster
- Computer-assisted Explanation: A Guide to Explaining: and some ways of using a computer to assist in clear explanation (1967), Information International
- Ride the East Wind; Parables of Yesterday and Today (1973), Quadrangle, ISBN 0-81290375-7
- The Computer Book of Lists and First Computer Almanack (1984), Reston Publishing, ISBN 0-83590864-X